# Prasowanie
Zasugerowano, aby zintegrować ten artykuł z artykułem Tłoczenie (obróbka plastyczna). Nie opisano powodu propozycji integracji.
Prasowanie – rodzaj obróbki mechanicznej polegający na zmianie geometrii oraz struktury obrabianego przedmiotu w wyniku wywierania nacisku na element obrabiany. Od kucia odróżnia ją fakt, że w przypadku prasowania wywierany jest nacisk statyczny, w przypadku kucia mamy do czynienia z naciskiem dynamicznym.
Można rozróżnić:
- wyprasowywanie pod ciśnieniem elementów (wyprasek) z odpowiednio przygotowanych sypkich substancji w postaci proszku, granulatu, trocin (np. przy produkcji brykietów),
- wygładzanie powierzchni materiału (blachy, tkaniny, skóry) przez wywieranie nacisku przy podwyższonej temperaturze i obecności pary wodnej,
- tłoczenie objętościowe zmieniające zmianę kształtu lub grubości obrabianego elementu,
- wyciskanie stemplem, np. na prasie kuźniczej.